# Гуго I де Бо (сеньор де Мейрарг)
Гуго I де Бо (фр. Hugues I des Baux, ум. 1304) — сеньор де Мейрарг с 1266.
Сын Бертрана II де Бо, сеньора де Мейрарг, и Одиарды Марсельской.
Гуго де Мейрарг был человеком беспокойным. В молодости он воевал против Карла Анжуйского в союзе с горожанами Марселя, и за это был лишен наследства собственным отцом. Затем примирился с графом Прованса. Карл Анжуйский изгнал его из Прованса после долгой череды грабежей и вымогательств, за которые Гуго в 1286 был обвинен судьями Экса, в частности, за кражу скота из бастиды своего брата Раймонда. Он кажется встал на путь исправления и 9 марта 1286, чтобы заплатить свои долги, передал своему двоюродному брату Бертрану де Бо де Берр (ум. 1309), на хранение сумму в 60 тыс. су, которые предназначил в наследство жене Гарсенде, а также замки Гардан, Жемено, Роквер, равнину О (Aups) и права, которые он имел на Сардинии. В тот же день передал ему пожизненно как фьеф замок Мейрарг; немного позже продал его окончательно.
20 декабря 1291 он признал, что не мог произвести это последнее отчуждение без согласия церкви Экса, от которой держал как фьеф этот замок, и которая сама им владела под сюзеренитетом Карла II Сицилийского. В благодарность за доброту короля, который вернул его из изгнания, и с согласия архиепископа и капитула Экса, он уступил Мейрарг Карлу II, который пообещал удовлетворить его кредиторов на сумму не более 50 тыс. су.
Гуго умер в 1304 году, не оставив наследников, хотя был женат дважды: на Гарсенде и Беренгарии.